# Léon de La Fontaine
Pour les articles homonymes, voir La Fontaine.
Léon de La Fontaine, né le 18 novembre 1819 à Luxembourg (Royaume uni des Pays-Bas) et mort le 5 février 1892 à Luxembourg (Luxembourg), est un avocat, botaniste et homme politique luxembourgeois.

## Biographie

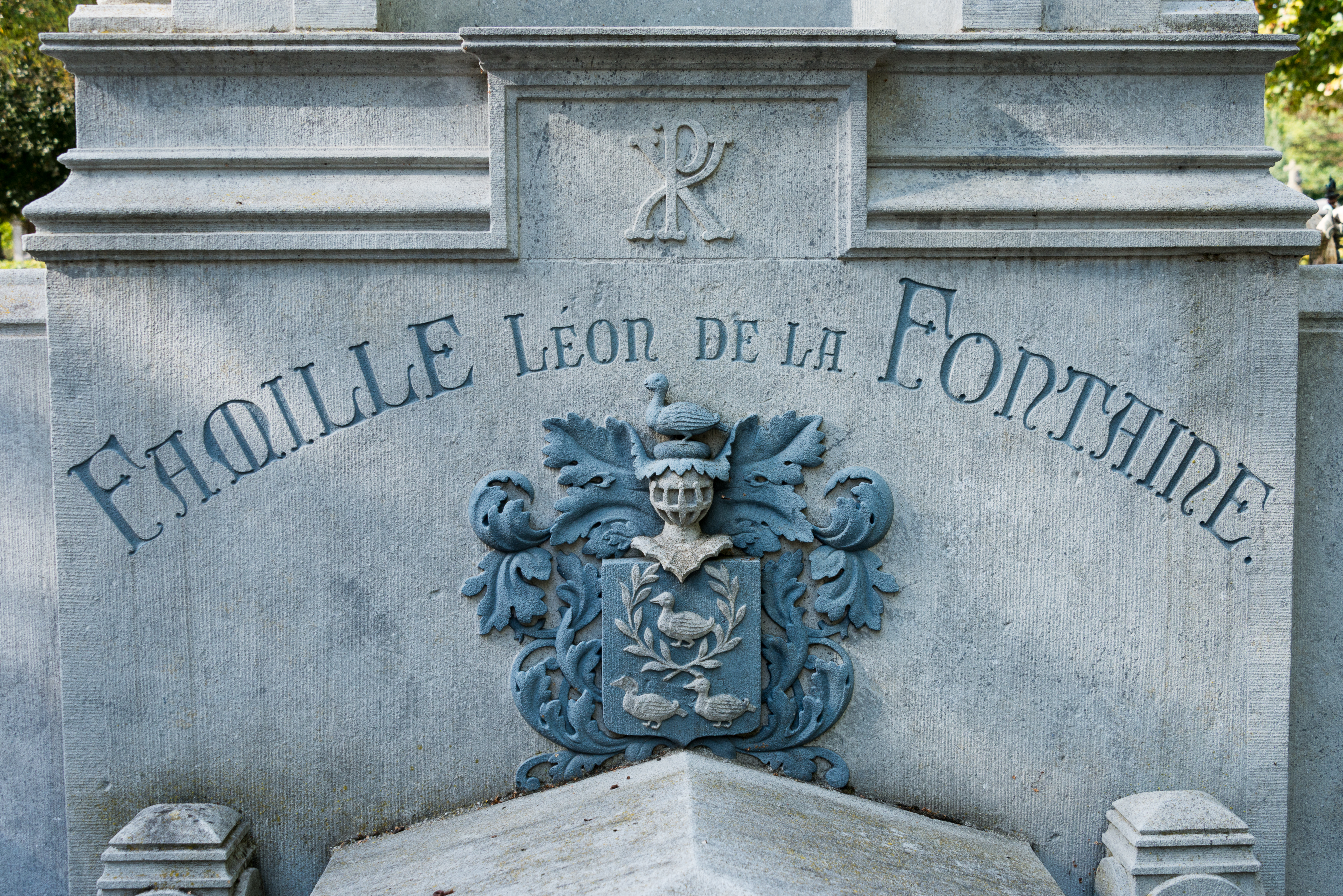
Léon de La Fontaine est inhumé au.

Le 21 mai 1848, il devient membre de l'Assemblée constituante, où il remplace Charles Munchen (lb), qui est envoyé au Parlement de Francfort. Du 3 décembre 1866 au 18 juin 1867, il est nommé directeur général de la Justice et des Finances dans le gouvernement dirigé par le baron Victor de Tornaco,. Le 15 décembre, un arrêté grand-ducal « portant une nouvelle répartition des services publics » attribue le département des Finances au nouveau directeur général, Alexandre de Colnet-d'Huart.
À partir de 1867, il est membre de la Société des Sciences naturelles, la future section scientifique de l'Institut grand-ducal, membre fondateur de la Société botanique. Il s'intéresse particulièrement aux fougères.
Le 27 février 1852, il épouse Anne Marie Jos. François Collart (1827-1893), fille de Charles Joseph Collart (1775-1841). Il est le fils de Gaspard-Théodore-Ignace de La Fontaine et le frère d'Edmond de La Fontaine et d'Alphonse de La Fontaine (lb).

## Publications
- Notiz zu "Polypodium aculeatum, Linné". (An den botanischen Verein zu Luxemburg), Recueil des Mémoires et des Travaux publiés par la Société botanique du G.-D. de Luxembourg, 9-10 (1883-1884), 101-152.
- Notiz zu Asplenium germanicum, Weis. (Aspl. Brenii, Retz; Aspl. murale, Bernh.; Aspl. alternifolium, Jacq.), Recueil des Mémoires et des Travaux publiés par la Société botanique du G.-D. de Luxembourg, 11 (1885-1886), 69-89.
- Notice sur les Fougères de la flore luxembourgeoise. Rapport lu en séance du 19 décembre 1885, sur les Fougères trouvées par M. Reisen, en Ardennes, Recueil des Mémoires et des Travaux publiés par la Société botanique du G.-D. de Luxembourg 11 (1885-1886), 90-126.